# Tortura con ratas
La tortura con ratas, también conocido como el tormento de la rata, es un método de tortura y ejecución que consiste en emplear ratas vivas que muerdan o estimule a la rata con calor para que cave en el estómago de la víctima hasta que sus intestinos se desborden.
Para la tortura se ponía al condenado atado de pies y manos, boca arriba y con el abdomen descubierto. Sobre el cual se colocaba sujeta una jaula o cubo de metal con una apertura en su parte superior,  por la cual se introducía una rata.
Mientras la rata merodea por el abdomen descubierto de la víctima, se le empezaba a aplicar calor al metal que cubre a la rata. De esta manera hacían que la rata se inquietara y buscase una salida. Al no poder romper el metal de la jaula para salir de ella, la rata enseguida buscaba la salida a través de la piel del cuerpo del condenado. La rata iba dañando importantes órganos a su paso y desangrando a la víctima hasta que finalmente moría. En algunas ocasiones las ratas llegaban a salir a través de la boca o los intestinos del reo.